# Cercle des Patineurs Anversois
Cercle des Patineurs Anversois (CPA) was een Belgisch ijshockeyteam uit Antwerpen.

## Geschiedenis
De club werd opgericht in 1913. Thuisbasis werd het Palais de Glace. Het clubtenue was blauw met wit en toonde een V op de borst. Anversois werd viermaal landskampioen.

## Palmares
- Landskampioen[2]: 1929, 1934, 1935 en 1936.

## Bekende (ex-)spelers
- Roger Bureau
- Albert Collon
- Willy Kreitz
- Paul Van den Broeck